# Clytus blaisdelli
Clytus blaisdelli är en skalbaggsart som beskrevs av Van Dyke 1920. Clytus blaisdelli ingår i släktet Clytus och familjen långhorningar. Inga underarter finns listade i Catalogue of Life.